# Miniopterus paululus
Miniopterus paululus là một loài động vật có vú trong họ Dơi muỗi, bộ Dơi. Loài này được Hollister mô tả năm 1913.